# Tumidifrontia roseitincta
Tumidifrontia roseitincta là một loài bướm đêm trong họ Noctuidae.